# 英國醫學研究委員會
英國醫學研究委員會（英語：Medical Research Council，縮寫：MRC）是英國的一個非政府部門公共機構，負責協調與調度資金資助在英國的生物醫學研究。醫學研究委員會贊助相當廣泛的生物醫學研究，從基礎研究到臨床試驗都有參與，並與英國健康部門與國民保健署密切合作。在2018年4月1日開始隸屬於新成立的監管單位: 英國研究與創新部 (UK Research and Innovation, UKRI)。
英國醫學研究委員會(MRC)專注於高影響力的研究，並為多項醫學突破提供了資金支持和科學專業知識，包括青黴素的開發和DNA結構的發現。 迄今為止，由 MRC資助的研究已經產生了32位諾貝爾獎獲得者。

## 任務
根據皇家詔書，醫學研究委員會的任務為: 
- 提倡、支持醫學研究以改善人類健康。
- 訓練相關技術人員。
- 改善、傳播相關知識與技術，以改善人類生活品質並提升英國經濟競爭力。
- 加強與民眾關於醫學研究的交流。

## 研究中心與設施
英國醫學研究委員會在英國各地與海外擁有研究設施，包含烏干達與甘比亞。
布里斯托爾
- 布里斯託大學的MRC綜合流行病學部門 （页面存档备份，存于） (MRC IEU)

劍橋
- MRC生物統計單位(BSU)
- MRC Cancer Unit（英语：MRC癌症单位）（劍橋大學）
- MRC Cognition and Brain Sciences Unit（劍橋大學）
- MRC流行病學部門(MRC EU)（劍橋大學）
- MRC分子生物学实验室(LMB)
- MRC代謝疾病單位 (MRC MDU)（劍橋大學）

卡迪夫
- MRC神經精神遺傳學和基因組學中心（卡迪夫大學）

鄧迪
- MRC蛋白質磷酸化和泛素化單元（鄧迪大學）

爱丁堡
- MRC认知衰老和认知流行病学中心（爱丁堡大学）
- MRC遗传和分子医学中心（爱丁堡大学）
- MRC人类遗传学中心（爱丁堡大学）
- MRC炎症研究中心（爱丁堡大学）
- MRC公共卫生研究与政策中心（爱丁堡大学）
- MRC再生医学中心（爱丁堡大学）
- MRC生殖健康中心（爱丁堡大学）

## 外部鏈接
- 官方网站

1. 1 2  MRC, Medical Research Council,. . mrc.ukri.org. 2018-06-19  [2018-08-25]. （原始内容存档于2021-01-30） （英语）.
2. ↑  MRC, Medical Research Council,. . mrc.ukri.org. 2018-04-03  [2018-08-25]. （原始内容存档于2021-04-13） （英语）.
3. ↑  MRC, Medical Research Council,. . mrc.ukri.org. 2018-06-19  [2018-08-25]. （原始内容存档于2021-01-30） （英语）.
4. ↑  . Medical Research Council.   [12 April 2018]. （原始内容存档于2021-03-17）.